# USS Virginia (BB-13)
Pour les autres navires du même nom, voir USS Virginia.
L’USS Virginia (BB-13) est un cuirassé de l'United States Navy de classe Virginia construit à partir de 1902 par Newport News Shipbuilding à Newport News et mis en service en 1906. Il est nommé d'après l'état de Virginie.

### Ouvrages et monographies
- (en) Mark Albertson, U.S.S. Connecticut : Constitution State Battleship, Mustang, Tate Publishing, 2007, 127 p. (ISBN 978-1-59886-739-8 et 1-59886-739-3, lire en ligne)
- (en) Conway's All the World's Fighting Ships: 1860–1905, London, Conway Maritime Press, 1979 (ISBN 978-0-85177-133-5)
- (en) Jerry W. Jones, U.S. Battleship Operations in World War I, Annapolis, Naval Institute Press, 1998, 170 p. (ISBN 1-55750-411-3)
- (en) Thomas Wildenberg, Billy Mitchell's War with the Navy : The Army Air Corps and the Challenge to Seapower, Annapolis, Naval Institute Press, 2014, 288 p. (ISBN 978-1-61251-332-4, lire en ligne)

### Articles
- (en) « Final Report of the Jamestown Ter-Centennial », Government Printing Office, Washington D.C.,‎ 1909 (OCLC 78289471)

### Ressources numériques
- (en) « Virginia (Battleship No. 13) », sur Dictionary of American Naval Fighting Ships, département de la Marine, Naval History & Heritage Command (consulté le 15 juillet 2015).